# Вакареса, Альберто
Альберто Вакареса (исп. Alberto Vaccarezza; 1 апреля 1896, Альмагро Буэнос-Айрес — 6 августа 1959, Буэнос-Айрес, Аргентина) — аргентинский поэт,  драматург и сценарист. Один из наиболее популярных авторов жанра своеобразных музыкальных комедий сайнет в Аргентине.

## Биография
Друг композитора и певца танго Карлоса Гарделя, с которым сотрудничал много лет.
Кроме литературной деятельности, был руководителем Аргентинской национальной гильдии драматургов и Дома театра («La casa del Teatro»), благотворительной организации, опекавшей обедневших и ушедших на покой актёров.
Похоронен на кладбище Ла-Чакарита.

## Творчество

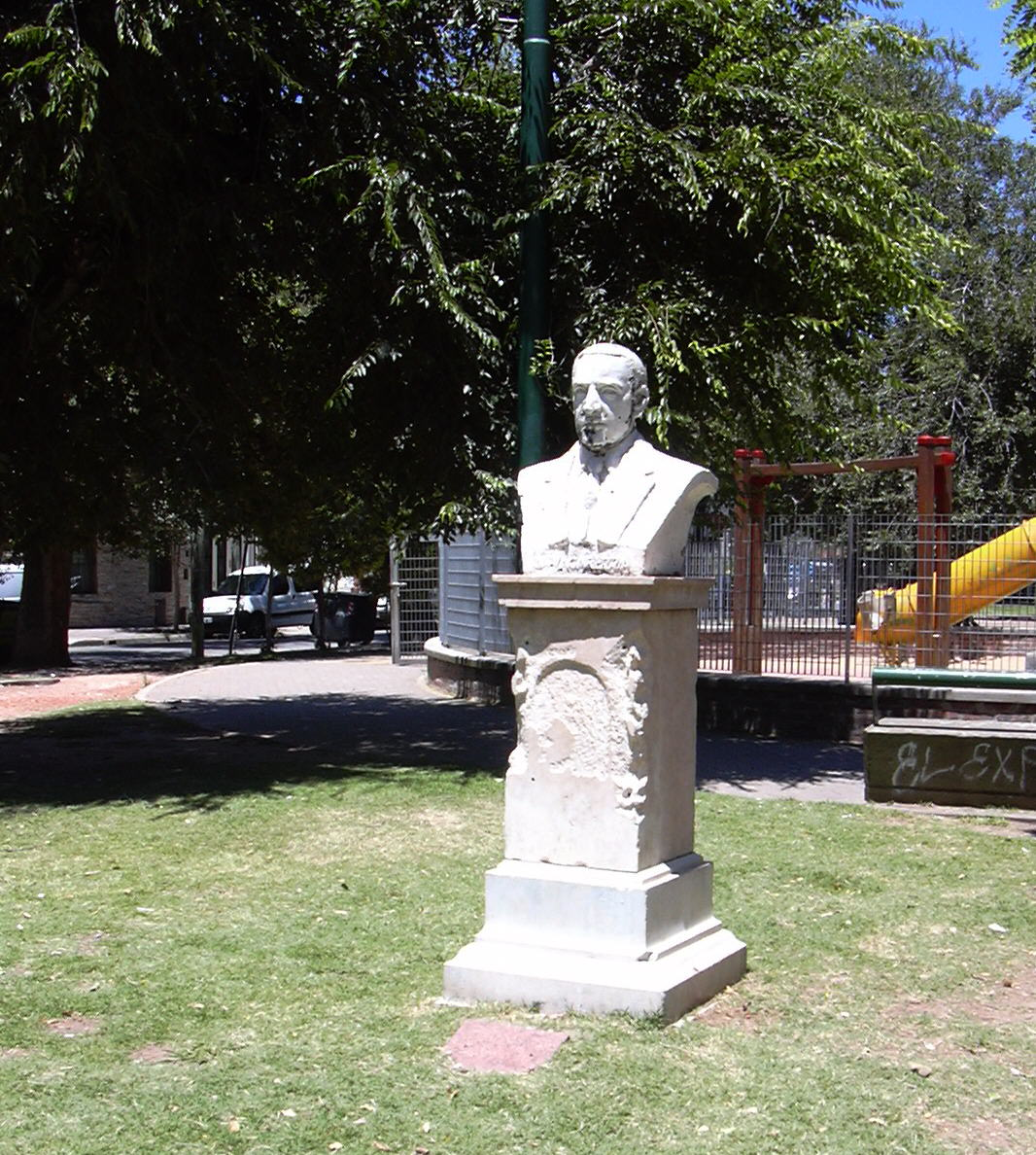
Бюст А. Вакареса в Буэнос-Айресе

Произведения А. Вакареса пользовались большой популярностью и с успехом часто ставились в театрах Аргентины. Первая его пьеса «Экскурсанты» отражала жизнь простого народа (1911, музыка композитора Э. Чели), была отмечена премией на «Конкурсе Аргентинского театра».
Драматургу принадлежат музыкальные комедии «сайнета»: «Ефрейтор Риверо» (1928—1929, труппа Муиньо — Алипии, театры «Аполо» и «Насьональ», Буэнос-Айрес), «Ты родился в ночлежке» (1920, труппа Арата — Ситари — Франко, театр «Насьональ», Буэнос-Айрес), «Ночлежка», «Голубка» (1929, театр «Насьональ», труппа Арата — Ситари — Франко), «Когда развлекается беднота» (1929, там же).
А. Вакареса развивал в «сайнета» традиции Немесио Трехо и Пачено, придал этому жанру особую национальную окраску, освободив его от испанского влияния.
Писал и в других жанрах — драма «Семья Батальян» и др. Пьесы А. Вакареса рассказывают о жизни простого народа, об эмигрантах, приезжающих в Буэнос-Айрес в надежде найти работу, и т. д. Вёл радиопередачи.
Автор ряда киносценариев, многочисленных песен танго и самба.

## Избранные произведения
Сайнета
- Cuando un pobre se divierte
- El conventillo de La Paloma¡¡
- Tu cuna fue un conventillo
- La comparsa se despide (1932)
- Los scruchantes (1911)
- El juzgado (1903)

Тексты для танго
- La copa del olvido
- Araca, corazón
- Otario que andás penando
- Eche otra copa pulpero
- No me tires con la tapa de la olla
- Pobre gringo
- Virgencita del Talar

Киносценарии
- El conventillo de La Paloma (1936)
- Lo que le pasó a Reynoso (1937, 1955)
- Viento norte (1937)
- Murió el sargento Laprida (1937)
- El cabo Rivero (1938)
- Pampa y cielo (1938)
- El comisario de Tranco Largo (1942)
- Sendas cruzadas (1942)